# 10-та армія (Російська імперія)
10-та армія (10 А, рос. 10-я армия) — загальновійськове оперативне об'єднання з'єднань, частин збройних сил Російської імперії під час Першої світової війни.

## Склад
Польове управління армії утворено в серпні 1914 року. На кінець 1917 року штаб армії розміщувався в Молодечно. Ліквідований на початку 1918 року.
- Польове управління (штаб)
- Частини армійського підпорядкування

На кінець 1917 року армія мала у своєму складі:
- III армійський корпус
- XXXVIII армійський корпус
- II Кавказький армійський корпус
- I Сибірський армійський корпус

## У складі
- Північно-Західного фронту (серпень 1914 — серпень 1915)
- Західного фронту (серпень 1915 — початок 1918)

## Командувачі
- 22.08.1914 — 23.09.1914 генерал-лейтенант Флуг Василь Єгорович;
- 23.09.1914 — 25.04.1915 генерал від інфантерії Сіверс Тадей Васильович;
- 25.04.1915 — 12.12.1916 генерал від інфантерії Радкевич Євген Олександрович;
- 12.12.1916 — 1.04.1917 генерал від інфантерії Горбатовський Володимир Миколайович;
- 8.04.1917 — 4.07.1917 генерал-лейтенант Киселевський Микола Михайлович;
- 4 — 31.07.1917 і 5.08 — 9.09.1917 генерал-лейтенант Ломновський Петро Миколайович;
- 9.09.1917 — 01.11.1917 генерал-лейтенант  Шихлінський Алі-Ага;
- 1.11.1917 — 16.11.1917 ТВО генерал-лейтенант Чоголков Георгій Іванович;
- З листопада 1917 генерал від кавалерії Шейдеман Сергій Михайлович.